# Kotka-Fredrikshamns ekonomiska region
Kotka-Fredrikshamns ekonomiska region (finska: Kotka-Haminan seutukunta) är en av ekonomiska regionerna i landskapet Kymmenedalen i Finland. 
Folkmängden i Kotka-Fredrikshamns ekonomiska region uppgick den 1 januari 2013 till 87 170 invånare, regionens  totala areal utgjordes av 3 885 kvadratkilometer och landytan utgjordes av 2 000  kvadratkilometer.  I Finlands NUTS-indelning representerar regionen nivån LAU 1 (NUTS 4), och dess nationella kod är 082.

## Förteckning över kommuner
Kotka-Fredrikshamns ekonomiska region består av följande fem kommuner: 
- Kotka stad
- Fredrikshamns stad
- Vederlax kommun
- Miehikkälä kommun
- Pyttis kommun

Pyttis kommun är den enda kommunen inom regionen vars språkliga status är tvåspråkig , de övriga kommunerna är enspråkigt finska.